# Chianti Classico
Chianti Classico is een rode wijn uit de Chianti, een wijnstreek gelegen in de driehoek tussen de steden Florence, Arezzo en Siena in Toscane (Italië).

## Kwaliteitsaanduiding
Chianti Classico heeft de hoogste Italiaanse kwalificering DOCG (Denominazione di Origine Controllata e Garantita) sinds 2002. De chianti uit gebieden die aan het klassieke (classico) gebied grenzen hebben de naam Chianti zonder de toevoeging Classico, maar met de naam van het eigen gebied. De Chianti Classico vaak te herkennen aan het logo met de afbeelding van een zwarte haan, de Gallo Nero. Deze Gallo Nero geeft alleen aan dat de producent is aangesloten bij het consortium van wijnboeren in de Chianti Classico. Er zijn echter een aantal grote en gerenommeerde producenten die niet bij dit consortium zijn aangesloten en voortreffelijke wijnen maken. Wanneer aan de voorwaarde van twee jaar lagering op fust en drie maanden rijping in de fles wordt voldaan, mag de wijn het predicaat "Riserva" hebben. 
Sinds het einde van de jaren 90 kunnen de betere wijnen, die voldoen aan zwaardere eisen, de naam DOCG Chianti Superiore dragen. Hierbij doet men dan wel afstand van de toevoeging "Classico".